# Parafia Podwyższenia Krzyża Świętego w Hartowcu
Parafia Podwyższenia Krzyża Świętego w Hartowcu – parafia rzymskokatolicka znajdująca się w diecezji toruńskiej, w dekanacie Rybno Pomorskie.

## Zasięg parafii
Do parafii należą wierni z miejscowości: Hartowiec, Katlewo (2 km), Ostaszewo (2 km). 